# 2019-es jégkorong-világbajnokság
A 2019-es jégkorong-világbajnokság a 83. világbajnokság, amelyet a Nemzetközi Jégkorongszövetség szervezett. A világbajnokságok végeredményei alapján alakult ki a 2020-as jégkorong-világbajnokság főcsoportjának illetve divízióinak mezőnye. A világbajnokságon két válogatott, Kirgizisztán és Thaiföld debütált.

## Főcsoport
A 2019-es IIHF jégkorong-világbajnokságot Szlovákiában rendezték május 10. és 26. között.
1–16. helyezettek
| - Finnország – Világbajnok - Kanada - Oroszország - Csehország - Svédország - Németország - Egyesült Államok - Svájc | - Szlovákia – házigazda - Lettország - Dánia - Norvégia - Nagy-Britannia - Olaszország - Franciaország – Kiesett a divízió I A csoportjába - Ausztria – Kiesett a divízió I A csoportjába |

## Divízió I
A divízió I-es jégkorong-világbajnokság A csoportját Nur-Szultanban, Kazahsztánban rendezték április 29. és május 5. között. A tornát Kazahsztán nyerte, így Fehéroroszországgal együtt feljutott a főcsoportba és szerepelhet a 2020-as IIHF jégkorong-világbajnokságon. Az A csoportból Litvánia esett ki.
A B csoport tornáját Tallinnban, Észtországban rendezték április 28. és május 4. között. A tornáról Románia jutott be a 2020-as IIHF divízió I-es jégkorong-világbajnokság A csoportjába, Hollandia pedig kiesett a 2020-as IIHF divízió II-es jégkorong-világbajnokság A csoportjába.
| 17–22. helyezettek A csoport - Kazahsztán – Feljutott a főcsoportba - Fehéroroszország – Feljutott a főcsoportba - Dél-Korea - Szlovénia - Magyarország - Litvánia – Kiesett a divízió I B csoportjába | 23–28. helyezettek B csoport - Románia – Feljutott a divízió I A csoportjába - Lengyelország - Japán - Észtország - Ukrajna - Hollandia – Kiesett a divízió II A csoportjába |

## Divízió II
A divízió II-es világbajnokság A csoportját Belgrádban, Szerbiában rendezték április 9. és 15. között. A tornát Szerbia nyerte, így feljutott a 2020-as IIHF divízió I-es jégkorong-világbajnokság B csoportjába. Belgium kiesett a 2020-as IIHF divízió II-es jégkorong-világbajnokság B csoportjába.
A B csoport tornáját Mexikóvárosban, Mexikóban rendezték április 21. és 27. között. A tornáról Izrael jutott be a 2020-as IIHF divízió II-es jégkorong-világbajnokság A csoportjába, Észak-Korea pedig kiesett a 2020-as IIHF divízió III-as jégkorong-világbajnokságba.
| 29–34. helyezettek A csoport - Szerbia – Feljutott a divízió I B csoportjába - Horvátország - Ausztrália - Spanyolország - Kína - Belgium – Kiesett a divízió II B csoportjába | 35–40. helyezettek B csoport - Izrael – Feljutott a divízió II A csoportjába - Izland - Új-Zéland - Grúzia - Mexikó - Észak-Korea – Kiesett a divízió III-ba |

## Divízió III
A divízió III-as jégkorong-világbajnokságot Szófiában, Bulgáriában rendezték április 22. és 28. között. A tornát a házigazda Bulgária nyerte, így szerepelhet a 2020-as IIHF divízió II-es jégkorong-világbajnokság B csoportjában. Dél-Afrika kiesett a 2020-as IIHF divízió III-as jégkorong-világbajnokság selejtezőjéba.
41–45. helyezettek
- Bulgária – Feljutott a divízió II B csoportjába
- Törökország
- Türkmenisztán
- Luxemburg
- Tajvan
- Dél-afrikai Köztársaság

### Divízió III selejtező
A jégkorong-világbajnokság divízió III-as selejtezőjét Abu-Dzabiban, az Egyesült Arab Emírségekben rendezték március 31. és április 6. között. A tornát a házigazda Egyesült Arab Emírségek nyerte, és feljutott a 2020-as IIHF divízió III-as jégkorong-világbajnokságba.
- Egyesült Arab Emírségek – Feljutott a 2019-es divízió III-ba
- Hongkong
- Thaiföld
- Bosznia-Hercegovina
- Kuvait
- Kirgizisztán